# 四角褲

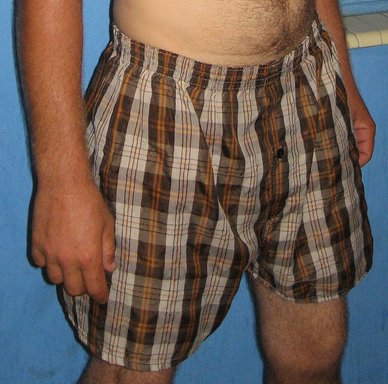
穿著四角褲的男性

四角褲，粵語俗稱孖煙囪，又稱為阿罗褲，是一種男裝內褲，也有女用類型。其設計源自拳擊手所穿的短褲，多以棉料等材質製成，與三角內褲比起來使用較多布料。

## 優缺點
四角褲是除港澳、東南亞和西方國家外世界上最多男性穿著的內褲款式。男生在非正式場合中，如臥室、宿舍或海邊將它當做短褲穿著。
部分男生覺得四角褲「沒安全感」，尤其是穿上四角褲後容易使得生殖器外露造成尷尬。四角褲若與其他褲子搭配穿著，在大量肢體活動如跑步、跳舞或工作勞動之後則會有「內褲走位」的情形出現。四角褲無法支撐生殖器造成晃動，夏天天氣熱時也容易睾丸黏大腿造成不適。另外有些人從性方面切入，覺得四角褲無法突顯身體線條，不如三角內褲或丁字褲性感。